# Голицын, Борис Алексеевич
Князь Бори́с Алексе́евич Голи́цын (20 [30] июля 1654 (по другим данным — 1651) — 18 [29] октября 1714, монастырь Флорищева пустынь) — боярин, государственный деятель времён Софьи Алексеевны и Петра Великого, руководитель приказа Казанского дворца, воспитатель юного Петра («дядька царя»).
Б. А. Голицын был крупным землевладельцем. Известны, по крайней мере, 20 принадлежавших ему вотчин, в том числе в Московской губернии 10 вотчин: Богородицкое (Марфино), Большие Вязёмы, Дубровицы, Ерденево, Лайково, Мелтехино, Никитское, Павликино, Поздняково, Хатмынки; в Калужской губернии 6 вотчин: Месничи, Гавриково, Медведки, Петрушинское, Покровское, Силковичи; во Владимирской губернии — села Турабьево, Парское, присёлки Боланцын, Владыкин, Пиногры, Юриков и землевладение в Ярославском уезде.

## Биография
Б. А. Голицын происходил из весьма древнего княжеского рода, ведущего свою родословную от литовского князя Гедимина. Князья Голицыны принадлежали к высшей российской знати, и с XVII века до начала XX века занимали первенствующее положение при императорском дворе.
Принадлежал к третьей ветви рода князей Голицыных, основателем которой был его отец, князь Алексей Андреевич Голицын (1632—1694). Мать — Ирина Фёдоровна (умерла 1698), урождённая княжна Хилкова. Дети: Сергей, Алексей, Анна, Анастасия и Василий.
Стольник (15 мая 1670), комнатный стольник (1676), кравчий (23 февраля 1682), в приказе Казанского дворца (30 ноября 1683), боярин (28 февраля 1690, последний из князей Голицыных, получивших это звание), судья Астраханского и Казанского приказов (16 ноября 1691).
Один из главнейших инициаторов провозглашения царём Петра I Алексеевича, после смерти Фёдора Алексеевича (1682). Когда царь Пётр I, фактически отстранённый от реальной власти, жил в Преображенском (1682—1689), Борис Алексеевич поддерживал связи со своим воспитанником, поощрял его увлечения военным делом и науками. Во время конфликта Петра I с правительницей Софьей Алексеевной (1689) активно поддержал 17-летнего царя, последовав за ним в Троице-Сергиев монастырь и став его главным советником и распорядителем в его ставке. Активно способствовал победе партии Нарышкиных над царевной Софьей Алексеевной. После разрешения конфликта в пользу царя и отстранения от власти Софьи Б. А. Голицын получил боярский чин и пост судьи (начальника) приказа Казанского дворца. Вместе с Львом Кирилловичем Нарышкиным, дядей молодого царя, управлял делами государства. После смерти царицы Натальи, матери Петра, в 1694 году его влияние ещё более возросло. Он сопровождал Петра в обеих поездках на Белое море (1694—1695); принимал участие в Азовском походе (1695); и был одним из четырёх руководителей страны во время первого путешествия Петра в Европу (1697—1698). В 1698 году был в числе следователей по делу о стрелецком бунте.

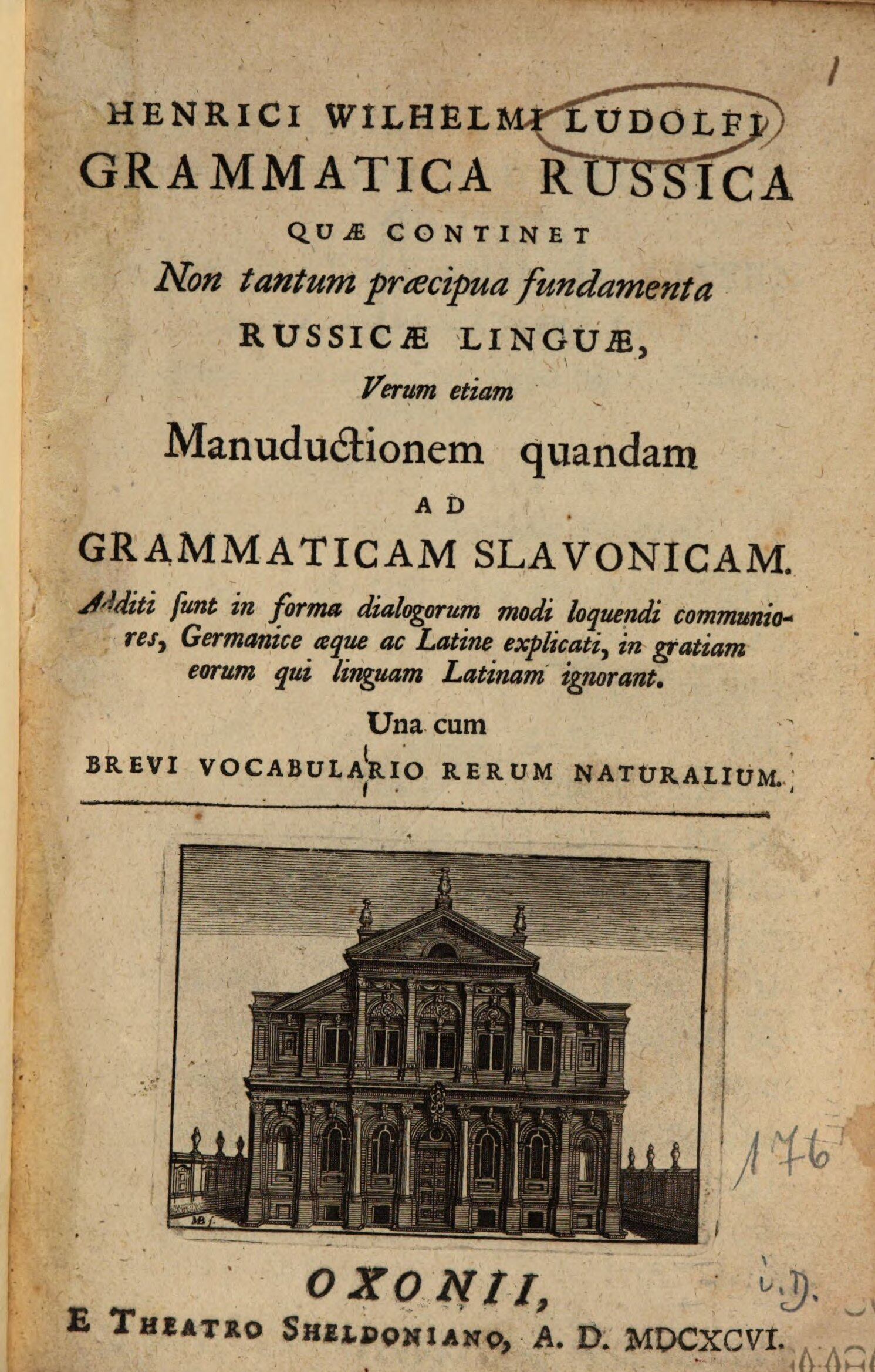
Титульный лист «Grammatica Russica» (Русская грамматика) на латыни, изданная Генрихом Вильгельмом Лудольфом в Оксфорде в 1696 году. Автор посвятил свой труд русскому вельможе князю Б. А. Голицыну

Борис Алексеевич был хорошо образованным для своего времени человеком, знатоком западной культуры и приверженцем европейской моды. Особенно князь уважал ученых и сам очень хорошо знал латинский и греческий языки. Был покровителем посетившего Россию немецкого грамматиста Генриха Лудольфа.
В 1690—1699 годах князь Борис Голицын в имении Дубровицы построил Знаменскую церковь — шедевр архитектуры, в которой черты русского каменного зодчества были созвучны произведениям южно-германского барокко. В подмосковной Дубровицах торжественно праздновали победу русских войск над шведской крепостью Дерпт, которая была взята в 1704 году под руководством Петра I. Об этом Борис Алексеевич писал государю: «Письмо, писанное июля 20, милостивое твоё, Государя моего, принял июля в 27, за что, дав Богу благодарение от тебя, моего государя, во святой церкви в Дубровицах, посещённой  со всеми будущими, и потом, воспоминая, и мёд и подпили».
С именем князя Б. А. Голицына связано возведение ещё двух храмов: каменного Богородицерождественского храма в Марфино, построенного в 1707 году, и деревянной Успенской церкви в деревне Никульское Дмитровского уезда Московской губернии, возведённой в 1709 году. В 1804 году Успенская церковь была приписана к Духосошественской церкви соседнего села Дубровки.
В Азовском походе 1695 года командовал всей «низовой конницей». Во время этого похода патриарх Адриан отправил ему дарственную книгу о житии и службе война святого Иоанна Чудотворца. В сопроводительном письме патриарх передал Борису Голицыну своё архипастырское благословение и пожелал православным воинам помощи от небесных сил.. Принимал участие в постройке кораблей «кумпанствами». В 1697 году Б. А. Голицын назначен следить за строительством канала между Волгой и Доном. «Организация работ на канале была возложена Петром I на приказ Казанского дворца и лично на его руководителя — князя Бориса Алексеевича Голицына». В Записках Желябужского: Голицын был в Царицыне и «хотели перекапывать реку», посошных людей собрали 35 000 чел., но ничего не сделали. По возвращении из-за границы царь высказал князю своё недовольство, считая, что тот не оправдал его доверия. Оправдываясь, Борис Алексеевич утверждал, что, по его убеждению, «если Бог, создавая реки, дал им известное течение, то со стороны человека было бы неразумным высокомерием стараться направить их в другую сторону».

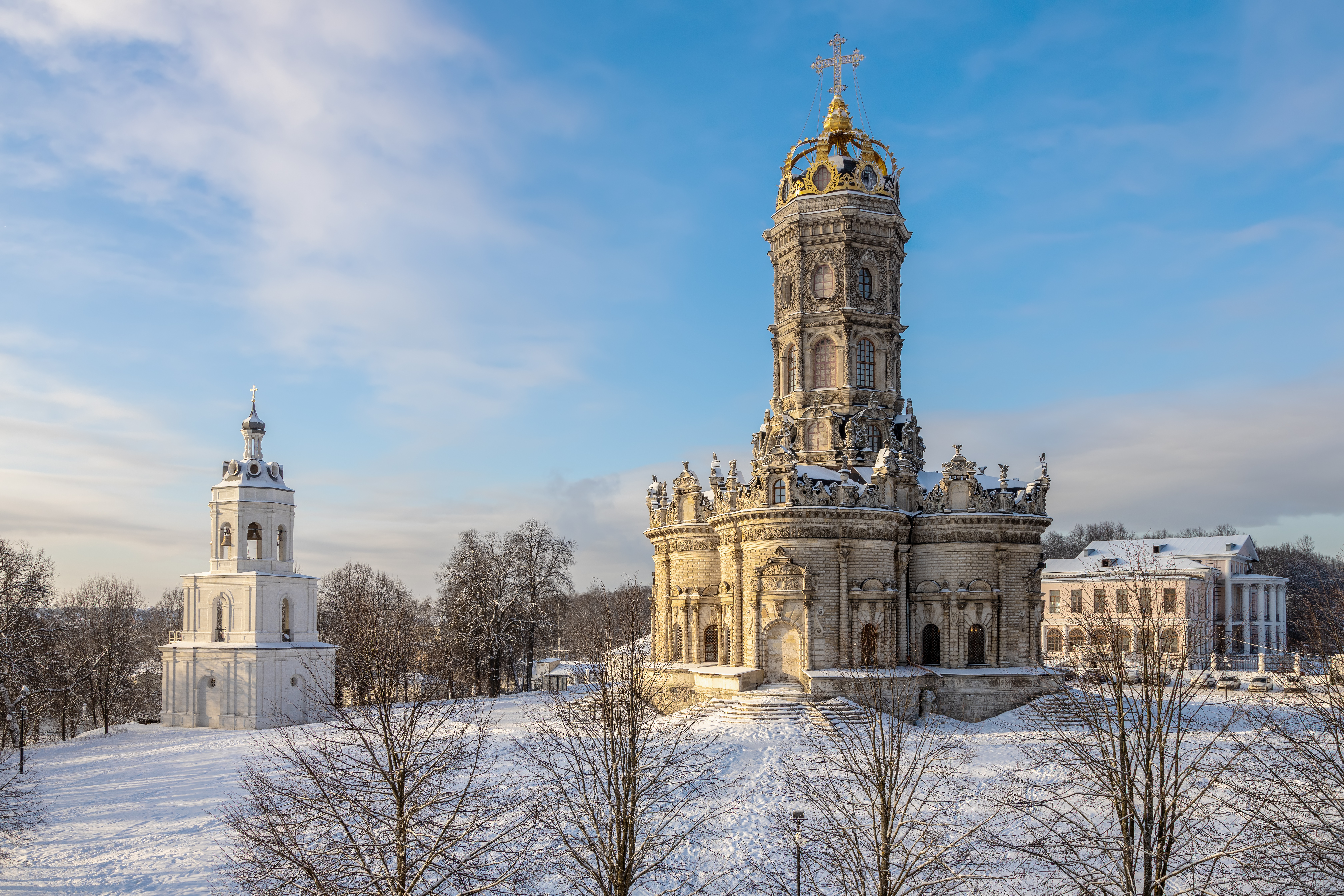
Церковь Знамения Пресвятой Богородицы в Голицынской усадьбе

После Нарвского разгрома Пётр поручил Голицыну набор и формирование десяти драгунских полков. Назначенный затем воеводой и наместником Казанского и Астраханского царств, Голицын не предупредил астраханского бунта и был отстранен от должности (1705).
По воспоминаниям Б. И. Куракина, «был человек ума великого, а особливо остроты, но к делам не прилежной, понеже любил забавы, а особливо склонен был к питию. И оной есть первым, которой начал с офицерами и купцами-иноземцами обходиться. И по той своей склонности к иноземцам оных привел в откровенность ко двору и царское величество склонил к ним в милость»; «разорил вверенную ему область взятками».
Князь Б. А. Голицын был известен своим вспыльчивым и своенравным характером. Он мог при малейшем неудовольствии, не смущаясь гостей, яростно бранится и грозить смертью слугам. По его приказу в Марфино был жестоко избит кнутом крепостной архитектор Владимир Иванович Белозёров.
«У Голицына обычная поговорка: «Я уважаю русскую веру, немецкое благоразумие и турецкую верность», — писал в своём «Дневнике путешествия в Московское государство» Иоганн Корб.
Голицын был убеждённым поборником русской веры и убедил многих иностранцев, прибывших в Россию, принять повторное крещение. Благодаря этому он заслужил у простого народа название Иоанна Крестителя. Так, 8 июля 1694 года Голицын стал восприемником при крещении в православную веру царского лекаря Антония (лютеранина Адольфа Эбенхагена). В тот же день князь дал обед по случаю крещения Антония, на котором присутствовал Пётр Первый.
Умер 18 октября 1714 (или 1713) года в монастыре Флорищева пустынь Владимирской губернии, приняв за несколько месяцев до смерти монашество с именем Боголеп. На его средства в монастыре построили двухэтажный каменный корпус, получивший название Голицынского. Над могилой князя в монастыре возведена часовня-усыпальница, в ней — каменный крест и надгробная плита с надписью.

## Семья

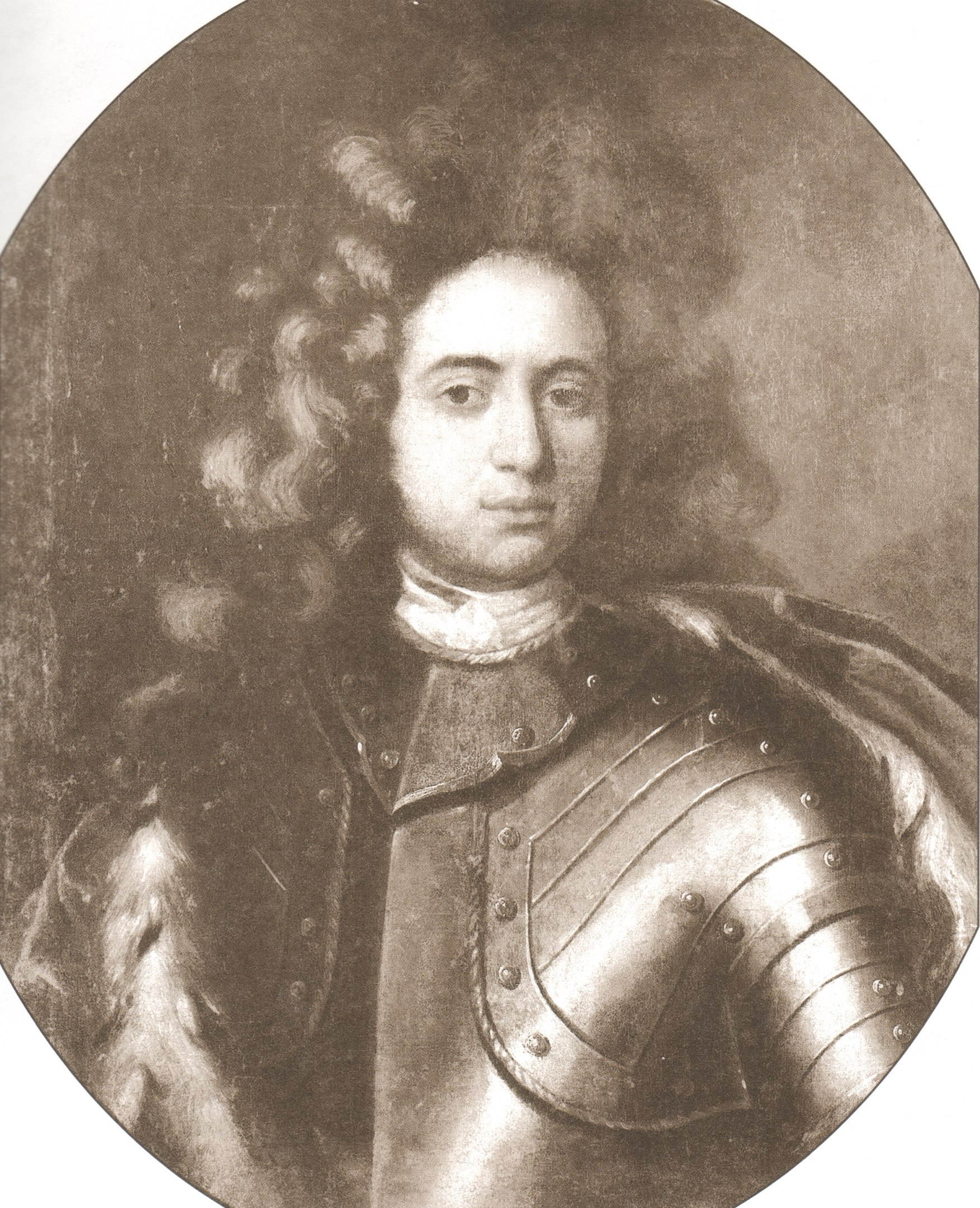
Портрет сына Алексея, 1710-е гг.

Женился 4 июня 1671 года на княжне Марье Фёдоровне Хворостининой (24 марта 1653 — 13 октября 1725), по предположению историка Д. Ф. Кобеко, дочери князя Фёдора Юрьевича Хворостинина и Елены Борисовны Лыковой, троюродной сестре царя Алексея Михайловича.
Они стали родителями 10 детей:
- Александр
- Мария — жена (с 1696) князя Петра Михайловича Черкасского (ум. 1701)
- Евдокия — умерла девицей.
- Алексей (1671—1713) — его жена (с 1684) Анна Ивановна Сукина (1672—1738); их дети:
  - сын Сергей Алексеевич (1694 — 1758) , чиновник из рода Голицыных, с 29 марта 1753 по 12 июня 1756 занимавший должность московского губернатора.; был женат на Анастасии Васильевне Толочановой (1693—1756), наследнице угасающего рода Толочановых..
  - сын Яков Алексеевич (1697—1749), капитана флота; был женат на дочери графа П. М. Апраксина, Елене Петровне (1695—1736).
  - дочь, Мария Алексеевна (01.01.1701—14.10.1752) стала 2-й женой В. Ф. Салтыкова.
- Анастасия (1675—1743) — жена (с 1703) капитана Преображенского полка князя А. М. Ромодановского (1680—1712).
- Василий (1681—1710) — женат (с 1701) на Анне Алексеевне Ржевской (1680—1705), затем (с 1707) — на Екатерине Григорьевне Заборовской (1688—1710).
- Анна (1686—1772) — жена (с 1729) А. Н. Прозоровского; их сын — фельдмаршал А. А. Прозоровский.
- Сергей (1687—1758) — женат (с 1707) на Прасковье Фёдоровне Головиной (1687—1720), затем — на Марии Александровне Милославской (1697—1767).
- Марфа (ум. 1716) — жена Александра Бекович-Черкасского (ум. 1717). Княгиня вместе с 2 дочерьми утонула на переправе через Волгу под Астраханью, возвращаясь с проводов мужа, отправившегося в Хиву.
- Аграфена (1704—1772) — жена Михаила Ивановича Хованского (1684—1735).

## Образ в культуре

### В искусстве
- Сохранилось свидетельство о написании портрета юного Бориса Алексеевича Голицына "иноземцем Анбургской земли Иваном Андреевичем Вальтером" в 1679 г.[33]
- Скульптурный бюст Бориса Алексеевича Голицына в 2015 году представлен в новой экспозиции усадьбы-музея Вязёмы. Князь изображён в зрелом возрасте с соответствующим портретным сходством. Скульптор Козинин Александр Егорович[34].

### В литературе
- Является персонажем романа Алексея Толстого «Пётр Первый».
- Действующее лицо в романе Бориса Акунина "Седмица трехглазого".

### В кинематографе
В фильмах «Юность Петра» и «В начале славных дел», снятых режиссёром Сергеем Герасимовым, роль Бориса Голицына исполнил Михаил Ножкин.